# American Utopia
American Utopia ist das achte Studioalbum des schottisch-US-amerikanischen Rockmusikers David Byrne. Es wurde am 9. März 2018 von/über Todo Mundo und Nonesuch Records veröffentlicht.

## Entstehung
American Utopia ist das achte Studioalbum des schottisch-US-amerikanischen Rockmusikers David Byrne und dessen erstes Solo-Studioalbum seit Grown Backwards aus dem Jahr 2004.

## Veröffentlichung
Das Stück Everybody’s Coming To My House wurde am 8. Januar 2018 vorab veröffentlicht. Das komplette Album erschien am 9. März 2018.

## Titelliste
1. I Dance Like This – 3:33
2. Gasoline and Dirty Sheets – 3:19
3. Every Day Is a Miracle – 4:46
4. Dog's Mind – 2:29
5. This Is That (David Byrne, Daniel Lopatin) – 4:31
6. It's Not Dark Up Here – 4:10
7. Bullet – 3:09
8. Doing the Right Thing – 3:38
9. Everybody's Coming to My House – 3:29
10. Here (Byrne, Lopatin) – 4:13

## Rezeption
Bei Metacritic erhielt das Album einen Metascore von 72 von 100 möglichen Punkten.